# JT Mollner
JT Mollner är en amerikansk filmregissör och manusförfattare. Hans andra film, Strange Darling, blev en succé bland kritiker och tittare.

## Filmografi (i urval)
- 2016 – Outlaws and Angels
- 2023 – Strange Darling
- 2025 – The Long Walk